# Allan Holdsworth
Pour les articles homonymes, voir Holdsworth.
 (septembre 2014).
Si vous disposez d'ouvrages ou d'articles de référence ou si vous connaissez des sites web de qualité traitant du thème abordé ici, merci de compléter l'article en donnant les références utiles à sa vérifiabilité et en les liant à la section « Notes et références ».
Allan Holdsworth, né le 6 août 1946 à Bradford (Yorkshire de l'Ouest), et mort le 15 avril 2017 à Vista (Californie, États-Unis), est un musicien britannique, guitariste et compositeur de jazz fusion.
Holdsworth a enregistré dans beaucoup de styles de musique différents, du progressif (UK) au jazz allant jusqu'à la pop, ainsi qu'une collaboration avec le groupe de funk fusion britannique Level 42.

## Biographie

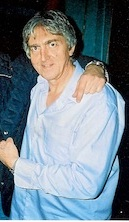
Allan Holdsworth en 2007.

Allan Holdsworth grandit près de Bradford, dans le nord de l'Angleterre, élevé par ses grands-parents Sam et Elsie Holdsworth, qu'il considère comme ses parents. Son grand-père, Sam Holdsworth, est un pianiste ayant abandonné l'idée de mener carrière dans le jazz ; il travaille comme manutentionnaire. Sa grand-mère, Elsie, travaille comme femme de ménage dans un poste de police.
Malgré un goût pour la musique, Allan ne cherche pas à apprendre à jouer d'un instrument. C'est d'abord le cyclisme qui l'attire. Il quitte l'école dès qu'il peut, à quinze ans, et il travaille notamment dans un atelier de réparation de vélos,.
C'est à l'âge de 17 ans qu'il commence à apprendre à jouer de la guitare, comme il le raconte lui-même : « je voulais un saxophone, je ne voulais pas vraiment de guitare, mais les saxophones étaient plutôt chers à l'époque comparés à une guitare acoustique bas de gamme. » Il raconte que sa première influence est celui qu'il considère comme son père, et les disques que ce dernier écoutait (Bix Beiderbecke, Benny Goodman, Artie Shaw, Charlie Parker…). Holdsworth a également beaucoup écouté les arrangements d'Oliver Nelson.
Dès ses premières années d'apprentissage, Allan suit donc une voie originale : aspirant à jouer du saxophone, apprenant à jouer de la guitare avec un pianiste, ne travaillant aucune position ouverte (c'est-à-dire les cordes à vide). Il atteint rapidement un très bon niveau mais n'ambitionne pas de devenir musicien professionnel. Il faut la rencontre avec le saxophoniste Ray Warleigh qui, impressionné par le jeune guitariste, lui propose de venir à Londres pour y faire carrière et pour cela de l'aider en lui prêtant une chambre. Allan refuse tout d'abord puis, six mois plus tard, accepte.
Son premier disque fut enregistré avec les Igginbottom (Wrench) en 1969. Au début des années 1970, Holdsworth rejoint Jon Hiseman avec Tempest (en), avant d'être remplacé par le légendaire Ollie Halsall (en) qui quittait Mike Patto. Il enregistre l'album Gorgon. Ensuite, Holdsworth a joué avec des groupes de jazz-rock comme Gong, Soft Machine, The New Tony Williams Lifetime, Jean-Luc Ponty. En 1978, il rejoint le groupe Alaska, formé des ex-King Crimson John Wetton et Bill Bruford et le violoniste et claviériste Eddie Jobson ex-Curved Air, ils changèrent le nom du groupe pour UK - avec un premier album où l'on peut entendre un des meilleurs solos d'Allan Holdsworth dans le titre In the dead of night[réf. nécessaire]). Ses participations les plus notables dans les années '70 restent ce qu'on peut entendre sur l'album Believe it de Lifetime, et les deux premiers albums de Bill Bruford (Feels Good To Me et One Of A Kind). À la fin des années 1970, il entame une longue collaboration avec Gordon Beck et l'un des batteurs britanniques les plus marquants dans le jazz improvisé : John Stevens.

## Composition et style
Jouant principalement du jazz et du jazz fusion, Allan Holdsworth est très reconnu pour ses contributions au genre. Il est réputé pour la complexité de ses compositions, son sens de l'improvisation, et son impressionnante technique de jeu. Il possède une technique unique, et a une approche assez mathématique pour voir « mentalement » la position des notes de la gamme qu'il veut utiliser sur le manche, lui permettant d'obtenir une fluidité remarquable et exemplaire, également obtenue par les écarts hors normes de ses doigts sur une seule même corde de guitare pour l'exécution de ses phrasés. De tels écarts lui permettent de limiter les démanchés ou sauts de cordes. Sa technique de jeu dite « legato » contribue considérablement à cette fluidité exemplaire qui caractérise son jeu. On peut comparer ses envolées de notes à celles d'un saxophone comme il aimait à dire lui-même.[réf. nécessaire]
Holdsworth utilise énormément le legato (il n'attaque au médiator qu'une note par corde la plupart du temps[réf. nécessaire]), ce qui lui permet de jouer beaucoup plus de notes et de développer un phrasé d'un genre nouveau[réf. nécessaire] car aucun autre guitariste avant lui n'utilisait cette particularité du jeu de guitare[réf. nécessaire]. Il utilise également plusieurs types d'effets[Lesquels ?]. Son jeu inclut en général des solos fluides et rapides souvent très lyriques également, ainsi que des parties d'accords complexes, souvent jouées avec l'aide du vibrato.[réf. nécessaire]
Il est aussi très reconnu pour ses propres compositions, qui vont du rock progressif au jazz fusion (par exemple son travail avec Soft Machine sur leur album Bundles, au sons plus planants).[réf. nécessaire]
Il utilise un instrument appelé le SynthAxe (en), dont on peut écouter des exemples sur les albums Atavachron, Secrets, Flat Tire et le deuxième CD de Against The Clock. Allan Holdsworth a été élu « Best Synth Guitarist » par les lecteurs du magazine Guitar Player plusieurs années.[réf. nécessaire]
Bien qu'il ne soit pas le premier guitariste à jouer avec un synthétiseur, il a contribué à élever cette technique. Plein d'humilité dans son film pédagogique, Allan Holdsworth dit « ne pas vraiment aimer la guitare » et préférer « le son du saxophone ».[réf. nécessaire]
De nombreux musiciens, tels qu'Eddie Van Halen, Frank Zappa, Fredrik Thordendal, Joe Satriani, John Scofield, Eric Johnson, Carlos Santana, Mattias Eklundh, John McLaughlin, Steve Vai... le citent comme source d'inspiration voire une influence majeure.

## Anecdote
- Pour l'enregistrement du solo de Beat it, Eddie Van Halen a utilisé un amplificateur emprunté à Allan Holdsworth[10].

## Discographie

### Albums en tant que leader

#### Albums studio
- 1976 : Velvet Darkness (en) (cTI) jamais terminé, et sorti par le label contre le souhait d'Allan Holdsworth
- 1982 : I.O.U. (en) (Luna Crack/I.O.U.)
- 1983 : Road Games (en) Extended Play nommé en 1984 aux Grammy Award pour le meilleur album rock, mais considéré comme terminé par Allan seulement en 2001. Avec Jeff Berlin et Jack Bruce
- 1985 : Metal Fatigue (en) (Enigma)
- 1986 : Atavachron (en) (Enigma) inspiré par un épisode de Star Trek, All our yesterdays
- 1987 : Sand (en) (Relativity)
- 1989 : Secrets Games (en) (Intima)
- 1992 : Wardenclyffe Tower (en) (Restless)
- 1994 : Hard Hat Area (en) (Polydor)
- 1996 : None Too Soon (en) (Polydor)
- 1999 : The Sixteen Men of Tain (en) (Gnarly Geezer)
- 2001 : Flat Tire: Music for a Non-Existent Movie (en) (Megazoidal)
- 2015 : Tales from the Vault Matériel inédit

#### Albums live
- 1997 : I.O.U. Live (en) (Cleopatra)
- 2002 : All Night Wrong (en) (Sony)
- 2003 : Then! (en) (Universal Music)
- 2019 : Live in Japan 1984 (en) (Manifesto Records)
- 2021 : Leverkusen '97
- 2022 : Jarasum Jazz Festival 2014

#### Compilations
- 2005 : The Best of Allan Holdsworth: Against the Clock (en) (Universal)
- 2017 : Eidolon: The Allan Holdsworth Collection (Manifesto)
- 2017 : The Man Who Changed Guitar Forever! The Allan Holdsworth Album Collection (en) (Manifesto)

### Albums en tant que co-leader
Avec Tempest (en)
- 1973 : Tempest avec Jon Hiseman, Mark Clarck, Paul Williams, album où il joue également du violon

Avec Gordon Beck
- 1979 : The Things You See (en) (JMS–Cream)
- 1980 : Sunbird (en) (JMS–Cream)
- 1988 : With a Heart in My Song (en) (JMS–Cream)

Avec Frank Gambale/The Mark Varney Project
- 1990 : Truth in Shredding

Avec Jens Johansson & Anders Johansson
- 1996 : Heavy Machinery (en) (Heptagon)

Avec Alan Pasqua, Chad Wackerman et Jimmy Haslip
- 2009 : Blues for Tony - Double album live.

### En tant que membre d'un groupe ou musicien invité
Avec Igginbottom
- 1969 : Igginbottom's Wrench

Avec Nucleus
- 1972 : Belladona

Avec Soft Machine
- 1975 : Bundles
- 1981 : Land Of Cockayne
- 2003 : BBC Radio 1971-1974

Avec Tony Williams Lifetime
- 1975 : Believe it
- 1976 : Million Dollar Legs

Avec Pierre Moerlen's Gong
- 1976 : Gazeuse!
- 1978 : Expresso II
- 1979 : Time Is The Key

Avec Esther Phillips
- 1976 : Capricorn Princess

Avec Jean-Luc Ponty
- 1977 : Enigmatic Ocean
- 1983 : Individual Choice
- 2007 : The Acatama Experience

Avec John Stevens
- 1977 : Touching On
- 1980 : Conversation Piece
- 1983 : Retouch

Avec Bill Bruford
- 1978 : Feels Good To Me
- 1979 : One Of A Kind
- 1986 : Master Strokes: 1978–1985 - Compilation

Avec UK
- 1978 : UK
- 1978 : Concert Classics Volume 4

Avec Jon St. James
- 1984 : Transatlantic
- 1986 : Fast Impressions

Avec Soma
- 1986 : Soma

Avec Krokus
- 1986 : Change Of Address

Avec Stuart Hamm
- 1988 : Radio Free Albemuth

Avec Strange Advance
- 1988 : The distance between
- 1995 : Worlds Away & Back

Avec Stanley Clarke
- 1988 : If This Bass Could Only Talk

Avec Carl Verheyen Group
- 1988 : No Borders

Avec Alex Masi
- 1989 : Attack Of The Neon Shark

Avec Frank Gambale
- 1990 : Truth In Shredding

Avec Jack Bruce
- 1990 : A Question Of Time

Avec Andrea Marcelli
- 1990 : Silent Will
- 1995 : Oneness

Avec Steve Tavaglione
- 1990 : Blue Tav

Avec Chad Wackerman
- 1991 : Forty Reasons
- 1993 : The View

Avec Level 42
- 1991 : Guaranteed
- 2024 : Live in London 1990, featuring Allan Holdsworth

Avec Paz
- 1991 : Love In Peace

Avec Jeff Watson (en)
- 1992 : Lone Ranger

Avec Gongzilla
- 1995 : Suffer

Avec Gorky Park
- 1996 : Stare

Avec Johansson & Johansson
- 1997 : Heavy Machinery

Avec Steve Hunt
- 1997 : From Your Heart & Your Soul

Avec Atlantis
- 2002 : Pray for rain

Avec Softworks
- 2003 : Abracadabra

Avec K2
- 2004 : Book of the Dead

Avec Derek Sherinian
- 2004 : Mythology

Avec Riptide
- 2004 : Sonic Undertow

Avec David Hines
- 2005 : Nebula

Avec David Garfield & Friends
- 2005 : The states of things

Avec Planet X
- 2007 : Quantum

Divers, compilations
- 1989 : Guitar For The Practicing Mucisian
- 1993 : Come Together: Guitar Tribute To The Beatles

## Vidéographie
- 1992 : REH Video: Allan Holdsworth (VHS Réédité en DVD en 2007)
- 2002 : Live at the Galaxy Theatre
- 2007 : Live at Yoshi's